# Сантуш, Артур
Артур Ло́пеш душ Са́нтуш (порт. Artur Lopes dos Santos), более известный как Артур Сантуш (порт. Artur Santos); 27 марта 1931, Пасу-де-Аркуш, Oeiras e São Julião da Barra, Paço de Arcos e Caxias — 13 июня 2025) — португальский футболист и футбольный тренер, играл на позиции защитника.

## Биография

### Игровая карьера
Всю свою футбольную карьеру Сантуш играл в лиссабонской «Бенфике». В составе «орлов» он отыграл 11 сезонов, выиграл четыре чемпионских титула, 5 Кубков Португалии и Кубок европейских чемпионов 1961 года. В финальном матче против испанской «Барселоны» он на поле не выходил. Всего в составе «Бенфики» сыграл 382 официальных матча.
За сборную Португалии сыграл 2 матча.

### Тренерская карьера
По окончании футбольной карьеры работал тренером нескольких португальских клубов, среди которых были «Ольяненсе», «Униан ди Томар», лиссабонский «Атлетико» и «Фаренсе».

### Смерть
Скончался 13 июня 2025 года в возрасте 94 лет.

## Достижения
«Бенфика» (Лиссабон)
- Чемпион Португалии (4): 1954/55, 1956/57, 1959/60, 1960/61
- Обладатель Кубка Португалии (5): 1951/52, 1952/53, 1954/55, 1956/57, 1958/59
- Обладатель Кубка европейских чемпионов (1): 1961